# ゼロ・ファイター 大空戦
『ゼロ・ファイター 大空戦』（ゼロ ファイター たいくうせん）は、1966年（昭和41年）7月13日に公開された日本の特撮映画。製作・配給は東宝。モノクロ、シネマスコープ（東宝スコープ）。監督は森谷司郎、主演は加山雄三。
併映は三船プロダクション作品『怒涛一万浬』（主演：三船敏郎。監督：福田純）。
東宝初の零戦を題材とした映画。森谷の監督デビュー作でもある。
ストーリーはフィクションであるが、劇中で用いられている戦法は太平洋戦争当時に実際に用いられたものとされる。寄せ集めの部品で飛行機を組み上げるというエピソードも、脚本の関沢新一が太平洋戦争当時にソロモン諸島で従軍していた際に伝え聞いたラバウルでの出来事をもとにしている。

## あらすじ
昭和18年、連合艦隊司令長官の山本五十六が戦死し、最前線のブーゲンビル島ブイン基地では激戦が続いていた。航空戦を繰り広げる荒くれ者ばかりの零戦八生隊に新隊長として着任した九段中尉は、加賀谷飛曹長ら古参搭乗員からの反発を受けながらもチームワークと合理的戦法を用い、部隊を勝利に導いていく。
やがて、神崎中将らによるガダルカナル島への逆上陸作戦が準備されるが、敵の電探基地を破壊しなければならない。九段は反対するが加賀谷に説得され、敵の不発弾を電探基地に叩き込むべく稼動全機で出撃する。

## キャスト
- 九段中尉：加山雄三
- 加賀谷飛曹長：佐藤允
- 航空隊司令：千秋実
- 草川参謀：中丸忠雄
- 整備班長：谷幹一
- 新谷中尉：久保明
- 重政飛曹長 ：江原達怡
- 菊村上飛曹：土屋嘉男
- 寺田中尉：太刀川寛
- 武村飛行長：玉川伊佐男
- 神崎中将：藤田進
- 竜田参謀：綾川香
- 前田二飛曹：小柳徹（大映）
- 滝一飛曹：東野孝彦
- 小坂一飛曹：波里達彦
- 佐藤一飛曹：宇仁貫三
- 金友上飛曹：大木正司
- 整備班員：荒木保夫
- 権藤幸彦
- ブイン基地の監視哨：篠原正記
- ブイン基地の従兵：鈴木治夫
- 整備班員：加藤茂雄
- 中西英介
- 越後憲三

※以下ノンクレジット出演者
- 艦隊の士官：大川時生、渋谷英男
- 艦隊の参謀：伊藤実、緒方燐作、佐藤功一

## スタッフ

### 本編
- 製作：田中友幸、武中孝一
- 脚本：関沢新一、斯波一絵
- 音楽：佐藤勝
- 撮影：山田一夫
- 美術監督：北猛夫
- 録音：矢野口文雄
- 照明：大野晨一
- 編集：黒岩義民
- チーフ助監督：山本迪夫
- 製作担当者：森本朴
- 整音：下永尚
- スチール：山崎淳
- 現像：キヌタ・ラボラトリー
- 監督：森谷司郎

### 特殊技術
- 特技監督：円谷英二
- 撮影：有川貞昌、富岡素敬
- 美術：井上泰幸
- 照明：岸田九一郎
- 造形チーフ：利光貞三
- 繰演：中代文雄
- チーフ助監督：中野昭慶
- 製作担当者：坂本泰明

### 特殊視覚効果
- 合成：向山宏
- 光学撮影：徳政義行

## 製作
空中戦のシーンでは、本編班撮影による搭乗員の描写と特撮による戦闘機のカットのつながりに細心の注意が払われ、それまでの東宝戦記映画よりもスムーズなカットバックとなっている。特撮では、従来よりも高速のハイスピードカメラが導入され、基地爆破シーンや零戦が海面に突入するシーンなどに用いられた。
零戦のミニチュアは、1/3サイズの巨大なものも制作され、アップや着陸シーンなどの撮影に用いられた。
加賀谷役の佐藤允は、零戦の操縦席のセットでの撮影はスタジオの中でありながら臨場感のあるものであったと回顧している。